# Élections cantonales de 1992 en Vaucluse
Les élections cantonales ont eu lieu les 22 et 29 mars 1992.
Lors de ces élections, 12 des 24 cantons de Vaucluse ont été renouvelés. À la suite de ces élections, Régis Deroudilhe, membre du RPR, qui est élu président du conseil général.

## Résultats à l’échelle du département
| Étiquette      | Étiquette                          | Premier tour | Premier tour | Second tour | Second tour | Sièges |
| Étiquette      | Étiquette                          | Voix         | %            | Voix        | %           | Sièges |
| -------------- | ---------------------------------- | ------------ | ------------ | ----------- | ----------- | ------ |
|                | Parti socialiste                   | 23 109       | 21,96        | 30 350      | 31,54       | 4      |
|                | Parti communiste français          | 9 497        | 9,02         | 4 187       | 4,35        |        |
|                | Majorité présidentielle            | 3 836        | 3,65         | 2 504       | 2,60        | 1      |
|                | Parti radical de gauche            | 461          | 0,44         |             |             |        |
| Gauche         | Gauche                             | 36 903       | 35,07        | 37 041      | 38,49       | 5      |
|                |                                    |              |              |             |             |        |
|                | Front national                     | 21 088       | 20,04        | 18 748      | 19,48       | 0      |
|                | Rassemblement pour la République   | 19 777       | 18,79        | 22 562      | 23,44       | 3      |
|                | Divers droite                      | 9 536        | 9,06         | 8 261       | 8,58        | 1      |
|                | Union pour la démocratie française | 6 723        | 6,39         | 8 500       | 8,83        | 3      |
| Droite         | Droite                             | 57 124       | 54,28        | 58 071      | 60,33       | 7      |
|                |                                    |              |              |             |             |        |
|                | Génération écologie                | 6 956        | 6,61         | 1 126       | 1,17        | 0      |
|                | Les Verts                          | 4 256        | 4,04         | 0           |             |        |
| Écologistes    | Écologistes                        | 11 212       | 10,65        | 1 126       | 1,17        | 0      |
|                |                                    |              |              |             |             |        |
| Inscrits       | Inscrits                           | 149 011      | 100,00       | 148 979     | 100,00      |        |
| Abstention     | Abstention                         | 38 694       | 25,97        | 47 453      | 31,85       |        |
| Votants        | Votants                            | 110 317      | 74,03        | 101 526     | 68,15       |        |
| Blancs et nuls | Blancs et nuls                     | 5 078        | 4,60         | 5 288       | 5,21        |        |
| Exprimés       | Exprimés                           | 105 239      | 95,40        | 96 238      | 94,79       |        |

## Résultats par canton

### Canton d'Apt
| Candidats      | Candidats          | Étiquette      | Premier tour | Premier tour | Second tour | Second tour |
| Candidats      | Candidats          | Étiquette      | Voix         | %            | Voix        | %           |
| -------------- | ------------------ | -------------- | ------------ | ------------ | ----------- | ----------- |
|                | Pierre Boyer*      | PS             | 3 660        | 36,14        | 4 477       | 47,01       |
|                | Armand Doucende    | RPR            | 2 685        | 26,51        | 3 322       | 34,88       |
|                | Maryse Lamy        | FN             | 2 264        | 22,36        | 1 724       | 18,10       |
|                | Sylvie Fare        | Verts          | 875          | 8,64         |             |             |
|                | Jean-Pierre Peyron | PCF            | 643          | 6,35         |             |             |
|                |                    |                |              |              |             |             |
| Inscrits       | Inscrits           | Inscrits       | 14 052       | 100,00       | 14 045      | 100,00      |
| Abstention     | Abstention         | Abstention     | 3 481        | 24,77        | 5 107       | 36,36       |
| Votants        | Votants            | Votants        | 10 571       | 75,23        | 9 938       | 63,63       |
| Blancs et nuls | Blancs et nuls     | Blancs et nuls | 444          | 4,20         | 415         | 4,18        |
| Exprimés       | Exprimés           | Exprimés       | 10 127       | 95,80        | 9 523       | 95,82       |

*sortant

### Canton d'Avignon-Est
| Candidats      | Candidats             | Étiquette      | Premier tour | Premier tour | Second tour | Second tour |
| Candidats      | Candidats             | Étiquette      | Voix         | %            | Voix        | %           |
| -------------- | --------------------- | -------------- | ------------ | ------------ | ----------- | ----------- |
|                | André Castelli*       | PCF            | 4 638        | 35,12        | 6 649       | 46,97       |
|                | Thierry Lagneau       | UMP            | 3 304        | 25,02        | 4 446       | 31,41       |
|                | Thibaut de La Tocnaye | FN             | 3 193        | 24,18        | 3 061       | 21,62       |
|                | Jean-Luc Fauche       | Verts          | 572          | 4,33         |             |             |
|                | Chrystelle Joulain    | DVG            | 450          | 3,41         |             |             |
|                | Pierre Pascal         | DVD            | 433          | 3,28         |             |             |
|                | Corinne Jaberg        | EXG            | 260          | 1,97         |             |             |
|                | Samir Kaabeche        | Divers         | 237          | 1,79         |             |             |
|                | Nicole Calvet         | EXG            | 120          | 0,91         |             |             |
| Inscrits       | Inscrits              | Inscrits       | 21 759       | 100,00       | 21 758      | 100,00      |
| Abstention     | Abstention            | Abstention     | 8 066        | 37,07        | 7 232       | 33,24       |
| Votants        | Votants               | Votants        | 13 693       | 62,93        | 14 526      | 66,76       |
| Blancs et nuls | Blancs et nuls        | Blancs et nuls | 486          | 3,55         | 370         | 2,55        |
| Exprimés       | Exprimés              | Exprimés       | 13 207       | 96,45        | 14 156      | 97,45       |

*sortant

### Canton d'Avignon-Sud
| Candidats      | Candidats             | Étiquette      | Premier tour | Premier tour | Second tour | Second tour |
| Candidats      | Candidats             | Étiquette      | Voix         | %            | Voix        | %           |
| -------------- | --------------------- | -------------- | ------------ | ------------ | ----------- | ----------- |
|                | Thibaut de la Tocnaye | FN             | 2 164        | 23,83        | 2 037       | 26,01       |
|                | René Dubois           | UDF            | 2 005        | 22,08        | 2 400       | 30,64       |
|                | Henri Coupon *        | PS             | 1 839        | 20,25        | 2 361       | 30,14       |
|                | Joël Peyre            | GÉ             | 1 389        | 15,29        | 1 035       | 13,21       |
|                | Marcelle Landau       | PCF            | 772          | 8,50         |             |             |
|                | Arlette Richard       | DVG            | 329          | 3,62         |             |             |
|                | Claude Viau           | DVD            | 319          | 3,51         |             |             |
|                | René Lambert          | DVD            | 265          | 2,92         |             |             |
|                |                       |                |              |              |             |             |
| Inscrits       | Inscrits              | Inscrits       | 13 313       | 100,00       | 13 313      | 100,00      |
| Abstention     | Abstention            | Abstention     | 3 853        | 28,94        | 4 497       | 33,78       |
| Votants        | Votants               | Votants        | 9 460        | 71,06        | 8 816       | 66,22       |
| Blancs et nuls | Blancs et nuls        | Blancs et nuls | 378          | 4,00         | 317         | 6,42        |
| Exprimés       | Exprimés              | Exprimés       | 9 082        | 96,00        | 8 499       | 93,58       |

*sortant

### Canton de Beaumes-de-Venise
| Candidats      | Candidats          | Étiquette      | Premier tour | Premier tour | Second tour | Second tour |
| Candidats      | Candidats          | Étiquette      | Voix         | %            | Voix        | %           |
| -------------- | ------------------ | -------------- | ------------ | ------------ | ----------- | ----------- |
|                | Léo Bayle          | PS             | 698          | 24,62        | 963         | 34,28       |
|                | Camille Fare *     | PCF            | 686          | 24,20        | 715         | 25,45       |
|                | Christian Gonnet   | UDF            | 550          | 19,40        | 1 131       | 40,26       |
|                | Alain Reboul       | RPR            | 444          | 15,66        | Retrait     | Retrait     |
|                | Étienne de Menthon | DVD            | 242          | 8,54         |             |             |
|                | Philippe Arnaud    | FN             | 192          | 6,77         |             |             |
|                | Claude Arnoux      | PRG            | 23           | 0,81         |             |             |
|                |                    |                |              |              |             |             |
| Inscrits       | Inscrits           | Inscrits       | 3 389        | 100,00       | 3 389       | 100,00      |
| Abstention     | Abstention         | Abstention     | 456          | 13,46        | 472         | 13,93       |
| Votants        | Votants            | Votants        | 2 933        | 86,54        | 2 917       | 86,07       |
| Blancs et nuls | Blancs et nuls     | Blancs et nuls | 98           | 3,34         | 108         | 3,70        |
| Exprimés       | Exprimés           | Exprimés       | 2 835        | 96,66        | 2 809       | 96,30       |

*sortant

### Canton de Bédarrides
| Candidats      | Candidats         | Étiquette      | Premier tour | Premier tour | Second tour | Second tour |
| Candidats      | Candidats         | Étiquette      | Voix         | %            | Voix        | %           |
| -------------- | ----------------- | -------------- | ------------ | ------------ | ----------- | ----------- |
|                | Alain Milon*      | UMP            | 5 339        | 35,34        | 8 608       | 59,61       |
|                | Robert Roux       | FN             | 4 556        | 30,16        | 5 832       | 40,39       |
|                | Benoit Magnat     | Verts          | 2 238        | 14,82        |             |             |
|                | Claude Sauthier   | PCF            | 1 673        | 11,08        |             |             |
|                | Françoise Forment | DVD            | 970          | 6,42         |             |             |
|                | Gilbert Saccani   | EXG            | 330          | 2,18         |             |             |
|                |                   |                |              |              |             |             |
| Inscrits       | Inscrits          | Inscrits       | 23 858       | 100,00       | 23 856      | 100,00      |
| Abstention     | Abstention        | Abstention     | 8 207        | 34,40        | 7 486       | 31,38       |
| Votants        | Votants           | Votants        | 15 651       | 65,60        | 16 370      | 68,62       |
| Blancs et nuls | Blancs et nuls    | Blancs et nuls | 545          | 3,48         | 1 930       | 11,79       |
| Exprimés       | Exprimés          | Exprimés       | 15 106       | 96,52        | 14 440      | 88,21       |

### Canton de Bonnieux
| Candidats      | Candidats           | Étiquette      | Premier tour | Premier tour | Second tour | Second tour |
| Candidats      | Candidats           | Étiquette      | Voix         | %            | Voix        | %           |
| -------------- | ------------------- | -------------- | ------------ | ------------ | ----------- | ----------- |
|                | Roger Fenelon*      | PS             | 1 071        | 42,89        | 1 389       | 52,02       |
|                | Yves Rousset Rouard | UMP            | 990          | 39,65        | 1 281       | 47,98       |
|                | Veronique Aubret    | FN             | 285          | 11,41        |             |             |
|                | Catherine Moreau    | PCF            | 151          | 6,05         |             |             |
|                |                     |                |              |              |             |             |
| Inscrits       | Inscrits            | Inscrits       | 3 718        | 100,00       | 3 714       | 100,00      |
| Abstention     | Abstention          | Abstention     | 1 089        | 29,29        | 899         | 24,21       |
| Votants        | Votants             | Votants        | 2 629        | 70,71        | 2 815       | 75,79       |
| Blancs et nuls | Blancs et nuls      | Blancs et nuls | 132          | 5,02         | 145         | 5,15        |
| Exprimés       | Exprimés            | Exprimés       | 2 497        | 94,98        | 2 670       | 94,85       |

### Canton de Cadenet
| Candidats      | Candidats          | Étiquette      | Premier tour | Premier tour | Second tour | Second tour |
| Candidats      | Candidats          | Étiquette      | Voix         | %            | Voix        | %           |
| -------------- | ------------------ | -------------- | ------------ | ------------ | ----------- | ----------- |
|                | Michel Tamisier*   | DVG            | 3 686        | 45,27        | 4 786       | 58,03       |
|                | Sébastien Vincenti | UMP            | 1 983        | 24,36        | 3 461       | 41,97       |
|                | Francis Pignoly    | DVD            | 1 419        | 17,43        |             |             |
|                | René de Mulders    | FN             | 1 054        | 12,95        |             |             |
|                |                    |                |              |              |             |             |
| Inscrits       | Inscrits           | Inscrits       | 12 569       | 100,00       | 12 573      | 100,00      |
| Abstention     | Abstention         | Abstention     | 4 067        | 32,36        | 3 855       | 30,66       |
| Votants        | Votants            | Votants        | 8 502        | 67,64        | 8 718       | 69,34       |
| Blancs et nuls | Blancs et nuls     | Blancs et nuls | 360          | 4,23         | 471         | 5,40        |
| Exprimés       | Exprimés           | Exprimés       | 8 142        | 95,77        | 8 247       | 94,60       |

### Canton de Carpentras-Nord
| Candidats      | Candidats      | Étiquette      | Premier tour | Premier tour | Second tour | Second tour |
| Candidats      | Candidats      | Étiquette      | Voix         | %            | Voix        | %           |
| -------------- | -------------- | -------------- | ------------ | ------------ | ----------- | ----------- |
|                | Michel Bayet*  | PS             | 4 415        | 37,50        | 5 216       | 40,27       |
|                | Guy Macary     | FN             | 4 396        | 37,34        | 5 088       | 39,28       |
|                | Robert Genin   | UMP            | 2 962        | 25,16        | 2 648       | 20,44       |
|                |                |                |              |              |             |             |
| Inscrits       | Inscrits       | Inscrits       | 19 364       | 100,00       | 19 353      | 100,00      |
| Abstention     | Abstention     | Abstention     | 7 065        | 36,49        | 6 060       | 31,31       |
| Votants        | Votants        | Votants        | 12 299       | 63,51        | 13 293      | 68,69       |
| Blancs et nuls | Blancs et nuls | Blancs et nuls | 526          | 4,28         | 341         | 2,57        |
| Exprimés       | Exprimés       | Exprimés       | 11 773       | 95,72        | 12 952      | 97,43       |

### Canton de L'Isle-sur-la-Sorgue
| Candidats      | Candidats             | Étiquette      | Premier tour | Premier tour | Second tour | Second tour |
| Candidats      | Candidats             | Étiquette      | Voix         | %            | Voix        | %           |
| -------------- | --------------------- | -------------- | ------------ | ------------ | ----------- | ----------- |
|                | Michel Fuillet*       | PS             | 6 121        | 35,69        | 9 152       | 50,55       |
|                | Émile Cavasino        | FN             | 3 843        | 22,41        | 4 150       | 22,92       |
|                | Valéry Dury           | UMP            | 2 698        | 15,73        | 4 804       | 26,53       |
|                | Pierre Gonzalvez      | DVD            | 1 773        | 10,34        |             |             |
|                | Anne-Marie Billiottet | Verts          | 1 717        | 10,01        |             |             |
|                | Didier Olmos          | PCF            | 999          | 5,82         |             |             |
|                |                       |                |              |              |             |             |
| Inscrits       | Inscrits              | Inscrits       | 26 528       | 100,00       | 26 528      | 100,00      |
| Abstention     | Abstention            | Abstention     | 8 643        | 32,58        | 7 622       | 28,73       |
| Votants        | Votants               | Votants        | 17 885       | 67,42        | 18 906      | 71,27       |
| Blancs et nuls | Blancs et nuls        | Blancs et nuls | 734          | 4,10         | 800         | 4,23        |
| Exprimés       | Exprimés              | Exprimés       | 17 151       | 95,90        | 18 106      | 95,77       |

### Canton de Malaucène
| Candidats      | Candidats            | Étiquette      | Premier tour | Premier tour | Second tour | Second tour |
| Candidats      | Candidats            | Étiquette      | Voix         | %            | Voix        | %           |
| -------------- | -------------------- | -------------- | ------------ | ------------ | ----------- | ----------- |
|                | Xavier Bernard*      | DVG            | 1 336        | 48,25        | 1 569       | 54,31       |
|                | Dominique Bodon      | UMP            | 962          | 34,74        | 1 320       | 45,69       |
|                | Hervé de Penfentenyo | FN             | 350          | 12,64        |             |             |
|                | Guy Demolin          | DVD            | 121          | 4,37         |             |             |
|                |                      |                |              |              |             |             |
| Inscrits       | Inscrits             | Inscrits       | 3 598        | 100,00       | 3 597       | 100,00      |
| Abstention     | Abstention           | Abstention     | 735          | 20,43        | 583         | 16,21       |
| Votants        | Votants              | Votants        | 2 863        | 79,57        | 3 014       | 83,79       |
| Blancs et nuls | Blancs et nuls       | Blancs et nuls | 94           | 3,28         | 125         | 4,15        |
| Exprimés       | Exprimés             | Exprimés       | 2 769        | 96,72        | 2 889       | 95,85       |

### Canton de Mormoiron
| Candidats      | Candidats                  | Étiquette      | Premier tour | Premier tour | Second tour | Second tour |
| Candidats      | Candidats                  | Étiquette      | Voix         | %            | Voix        | %           |
| -------------- | -------------------------- | -------------- | ------------ | ------------ | ----------- | ----------- |
|                | Max Raspail                | PS             | 1 411        | 27,31        | 3 188       | 61,89       |
|                | Luc Reynard                | DVG            | 1 352        | 26,17        | 1           | 0,02        |
|                | Olivier Reynard            | UMP            | 1 120        | 21,68        | 1 962       | 38,09       |
|                | Thierry Jacops D Aigremont | FN             | 644          | 12,46        |             |             |
|                | Ghislain Roux              | PRG            | 640          | 12,39        |             |             |
|                |                            |                |              |              |             |             |
| Inscrits       | Inscrits                   | Inscrits       | 6 977        | 100,00       | 6 976       | 100,00      |
| Abstention     | Abstention                 | Abstention     | 1 624        | 23,28        | 1 468       | 21,04       |
| Votants        | Votants                    | Votants        | 5 353        | 76,72        | 5 508       | 78,96       |
| Blancs et nuls | Blancs et nuls             | Blancs et nuls | 186          | 3,47         | 357         | 6,48        |
| Exprimés       | Exprimés                   | Exprimés       | 5 167        | 96,53        | 5 151       | 93,52       |

### Canton d'Orange-Est
| Candidats      | Candidats             | Étiquette      | Premier tour | Premier tour | Second tour | Second tour |
| Candidats      | Candidats             | Étiquette      | Voix         | %            | Voix        | %           |
| -------------- | --------------------- | -------------- | ------------ | ------------ | ----------- | ----------- |
|                | Jacques Bérard        | RPR            | 3 336        | 30,27        | 4 558       | 45,41       |
|                | Marie-Claude Bompard  | FN             | 2 644        | 23,99        | 2 801       | 28,03       |
|                | Alain Labé            | PS             | 1 738        | 15,77        | 2 634       | 26,36       |
|                | Louis Biscarrat       | DVD            | 1 227        | 10,84        |             |             |
|                | Jean-François Fidenti | GE             | 983          | 8,92         |             |             |
|                | Jean-Pierre Pelé      | DVD            | 311          | 2,82         |             |             |
|                |                       |                |              |              |             |             |
| Inscrits       | Inscrits              | Inscrits       | 16 043       | 100,00       | 16 034      | 100,00      |
| Abstention     | Abstention            | Abstention     | 4 390        | 27,36        | 5 346       | 33,34       |
| Votants        | Votants               | Votants        | 11 653       | 72,64        | 10 688      | 66,66       |
| Blancs et nuls | Blancs et nuls        | Blancs et nuls | 633          | 5,43         | 695         | 6,50        |
| Exprimés       | Exprimés              | Exprimés       | 11 020       | 68,69        | 9 993       | 62,32       |